# Gary Carr
Gary Carr (Londen, 11 december 1986) is een Britse acteur.

## Biografie
Gary Carr werd in 1986 geboren in Londen. Hij studeerde aan de National Youth Music Theatre en de Arts Educational Performing Arts College. Van 2005 tot 2008 studeerde hij aan de toonaangevende London Academy of Music and Dramatic Art.
Na zijn studies acteerde Carr in verschillende theater- en televisieproducties, waaronder het toneelstuk Nation, de series Law & Order: UK, Foyle's War, Silent Witness, Death in Paradise en Trigonometry. In 2013 werd hij gecast als de zanger Jack Ross in de BBC-serie Downton Abbey. Hij was de eerste zwarte acteur die een rol kreeg in het populaire kostuumdrama. In 2017 werd Carr gecast als de pooier C.C. in de Amerikaanse HBO-serie The Deuce.
In 2019 speelde hij bovendien de hoofdrol in de speelfilm Bolden, het overwegend fictieve verhaal van het leven van deze jazzmusicus, die gezien wordt als een van de pioniers in de jazzscene van New Orleans rond het begin van de 20ste eeuw, maar over wie bijzonder weinig bekend is. De film is een bewerking van de roman van Michael Ondaatje "Coming through slaughter". In datzelfde jaar had hij een bijrol in de actiethriller 21 Bridges als de drugsdealer Hawk. Vervolgens speelde hij met Anne Hathaway in Modern Love als Jeff en had hij een gastrol in de serie The Good Fight als zichzelf.
Op 21 oktober 2022 kwam de serie The Peripheral uit, met Carr in de rol van Wilf.